# كاكسكرتا

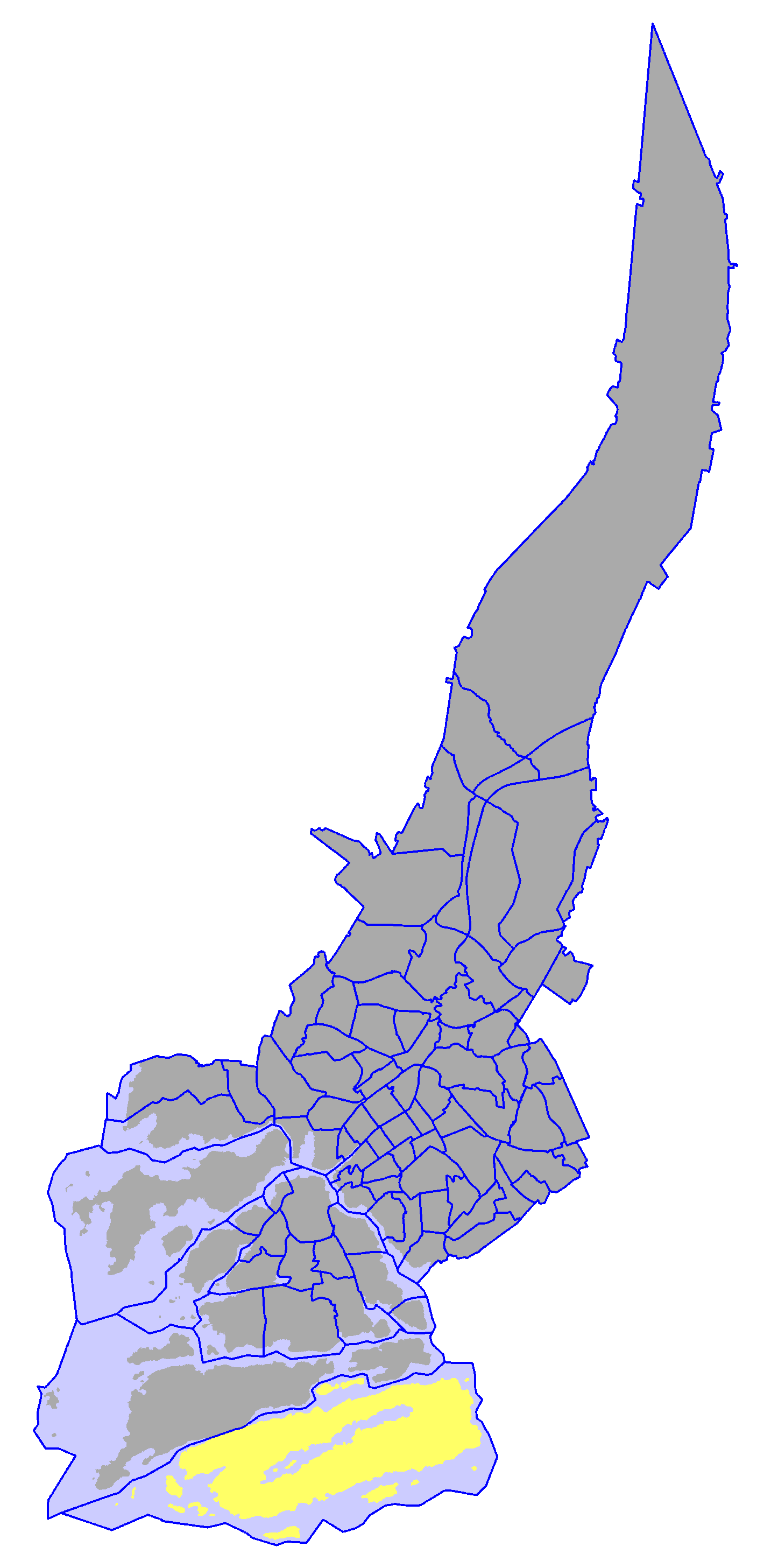
كاكسكرتا على خريطة لتوركو.

Coat of arms of كاكسكرتا

كاكسكرتا (Kakskerta) جزيرة في بحر الأرخبيل، إلى الجنوب من مدينة توركو في فنلندا. وهي بلدية سابقة وحاليا تتبع النطاق البلدي لتوركو. كغيرها من جزر بحر الأرخبيل، بها عدد كبير من المساكن الصيفية. وتقع بحيرة كاكسكرتا في وسط الجزيرة.
عدد قاطني كاكسكرتا حالياً (2004) 633 ساكن، ويتزايد بمعدل سنوي قدره 4,11 ٪. و 19.43 ٪ من ساكنيها هم تحت سن 15 سنة، في حين أن 11.85 ٪ منهم فوق 65 سنة. التركيب اللغوي للحي: 94.94 ٪ ناطقون بالفنلندية و 4.27 ٪ بالسويدية و 0.79 ٪ بغيرها.
هناك كنيسة حجرية على كاكسكرتا، شـُيدت بين القرنين السابع عشر والثامن عشر. ضمت البلدية في مدينة توركو في عام 1968. كان قصر برينكهال موقع التصوير للدراما التلفزيونية التاريخية «هوفيماكي» (Hovimäki).

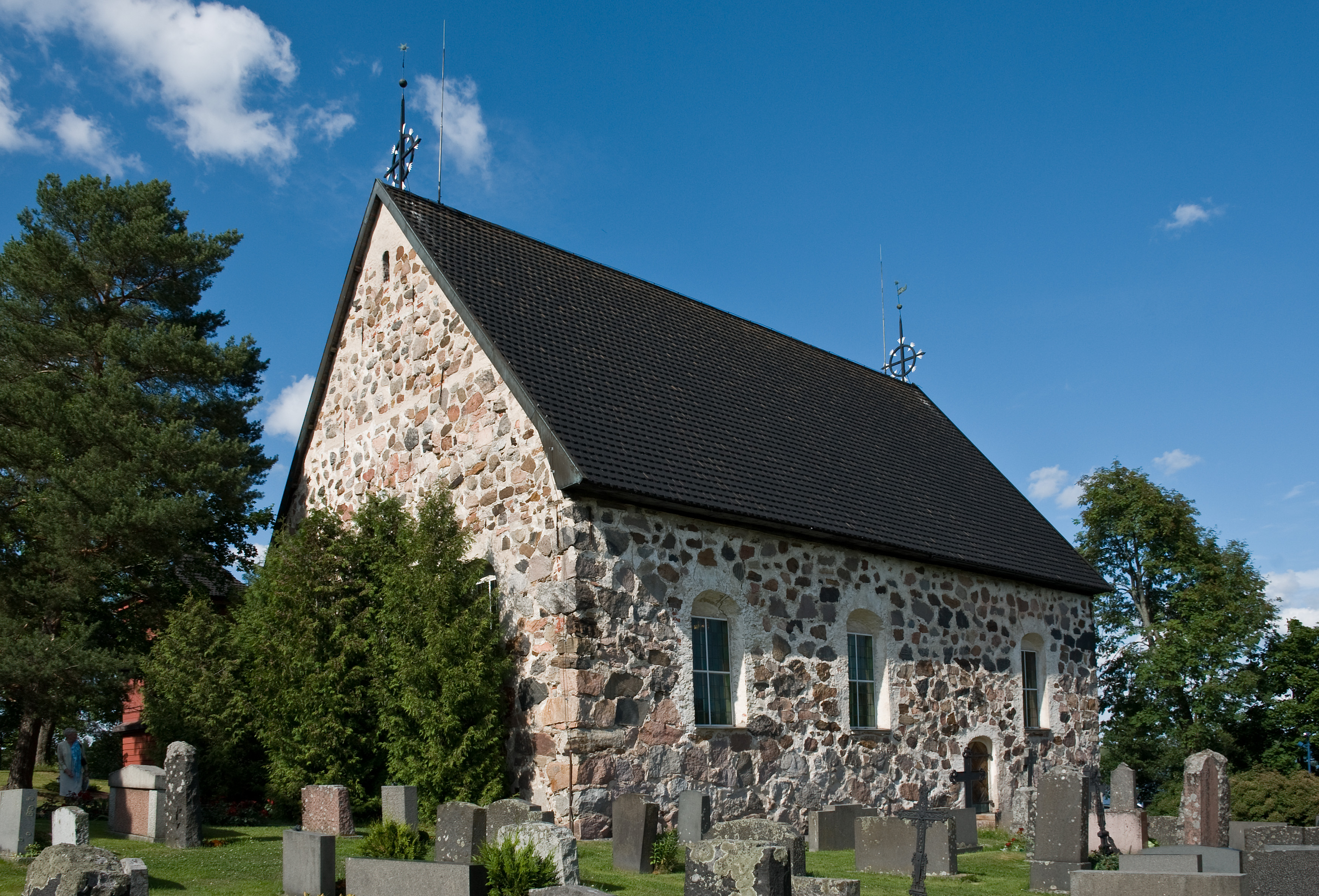
كنيسة كاكسكرتا
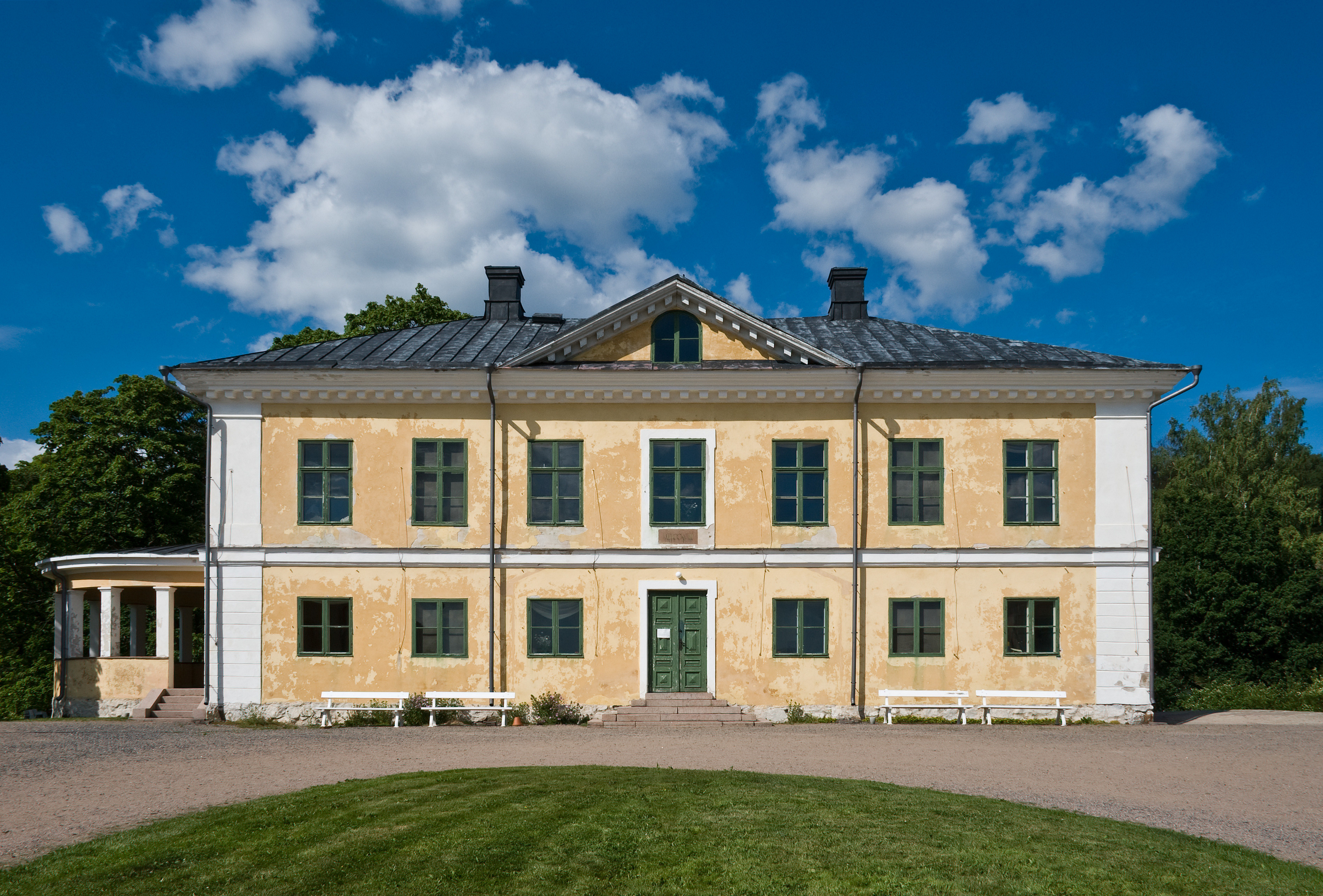
قصر برينكهال